# Juan Pedro Fontanella
Juan Pedro Fontanella (Olot, 22 luglio 1576 – Perpignano, dicembre 1649) è stato un giurista spagnolo.
Di origini catalane, fu dottore juris utriusque e scrisse molti trattati di diritto comune e diritto speciale sulla Catalogna, Tra queste si ricordano le Decisiones sacri regii Senatus Cathaloniae, edite a Barcellona nel 1639 per la prima volta. Nel libro si dà ampio spazio all'assicurazione marittima, definendo il contratto di compravendita nelle sue forme lecite e illecite. L'opera contiene anche trecento decisioni giurisprudenziali.
Una strada a Barcellona, che segna il limite tra i quartieri della Ciutat Vella e dell'Eixample, porta il nome di Fontanella in suo onore.

## Biografia
Fece i propri studi a Barcellona, dove si stabilì e lavorò come avvocato. Ebbe un ruolo di primo piano nella crisi dei rapporti tra la Catalogna e la Corona, conclusasi con la Guerra dels Segadors (guerra dei mietitori) del 1640. Nel 1649 lasciò Barcellona per paura dell'assedio e delle successive rappresaglie. Il Consell de Cent (Consiglio dei Cento) lo dichiarò, quindi, un traditore e lo destituì; ciò gli causò un grande dispiacere e forse ebbe un ruolo nella sua morte, avvenuta lo stesso anno a Perpignan. Dal 1877 il suo ritratto si trova nella Galería de Catalanes Ilustres (Galleria degli illustri catalani) del Comune di Barcellona.

## Opere
Per quanto riguarda il suo lavoro, Fontanella elaborò una sintesi di aspetti di diritto comune con le peculiarità inerenti al diritto catalano. Nel 1612 pubblicò De pactis nuptialibus, sive capitulis matrimonialibus tractatus, successivamente ristampato a Ginevra, Venezia e Lione, dimostrando che l'autore godeva di un certo prestigio internazionale. Nei casi catalani, era considerato un'autorità legale e fonte di interpretazione della legge. Nel 1639 pubblicò una raccolta di giurisprudenza nel libro Sacri Senatus Cathaloniae Decisiones, che fu anche ristampato a Venezia, Barcellona e Ginevra.